# Bonnat
Bonnat är en kommun i departementet Creuse i regionen Nouvelle-Aquitaine i de centrala delarna av Frankrike. Kommunen ligger i kantonen Bonnat som tillhör arrondissementet Guéret. År 2022 hade Bonnat 1 354 invånare.

## Befolkningsutveckling
Antalet invånare i kommunen Bonnat
Referens:INSEE